# Estrilda troglodytes
La estrilda culinegra o pico de coral de lomo negro  (Estrilda troglodytes) es una especie de ave paseriforme de la familia Estrildidae nativa de África.

## Distribución
Su hábitat natural se extiende por una franja que atraviesa África de este a oeste entre el Sahel y las selvas tropicales, con una extenciónde 2.000.000 km². Se puede encontrar en Benín, Burkina Faso, Camerún, República Centroafricana, Chad, República Democrática del Congo, Costa de Marfil, Eritrea, Etiopía, Gambia, Ghana, Guinea, Kenia, Liberia, Malí, Mauritania, Níger, Nigeria, Senegal, Sudán, Togo y Uganda. Ha sido introducido en Portugal, España, Francia, Guadalupe, Puerto Rico, EE. UU. e Islas Vírgenes (posiblemente extinto)

## Legislación en España
Debido a su potencial colonizador y constituir una amenaza grave para las especies autóctonas, los hábitats o los ecosistemas, esta especie ha sido catalogada en el Catálogo Español de Especies exóticas Invasoras, aprobado por Real Decreto 630/2013, de 2 de agosto, estando prohibida en España su introducción en el medio natural, posesión, transporte, tráfico y comercio.